# ماری کارلایل
ماری کارلایل (انگلیسی: Mary Carlisle؛ زادهٔ ۳ فوریهٔ ۱۹۱۴) یک هنرپیشه، و خواننده اهل ایالات متحده آمریکا بود که در ۱ اوت ۲۰۱۸ در سن ۱۰۴ سالگی درگذشت . وی بین سال‌های ۱۹۲۳ تا ۱۹۴۳ میلادی فعالیت می‌کرد.